# Dabba bampura
Dabba bampura är en insektsart som beskrevs av Boris Petrovich Uvarov 1933. Dabba bampura ingår i släktet Dabba och familjen gräshoppor. Inga underarter finns listade i Catalogue of Life.